# Ammazzacaffè

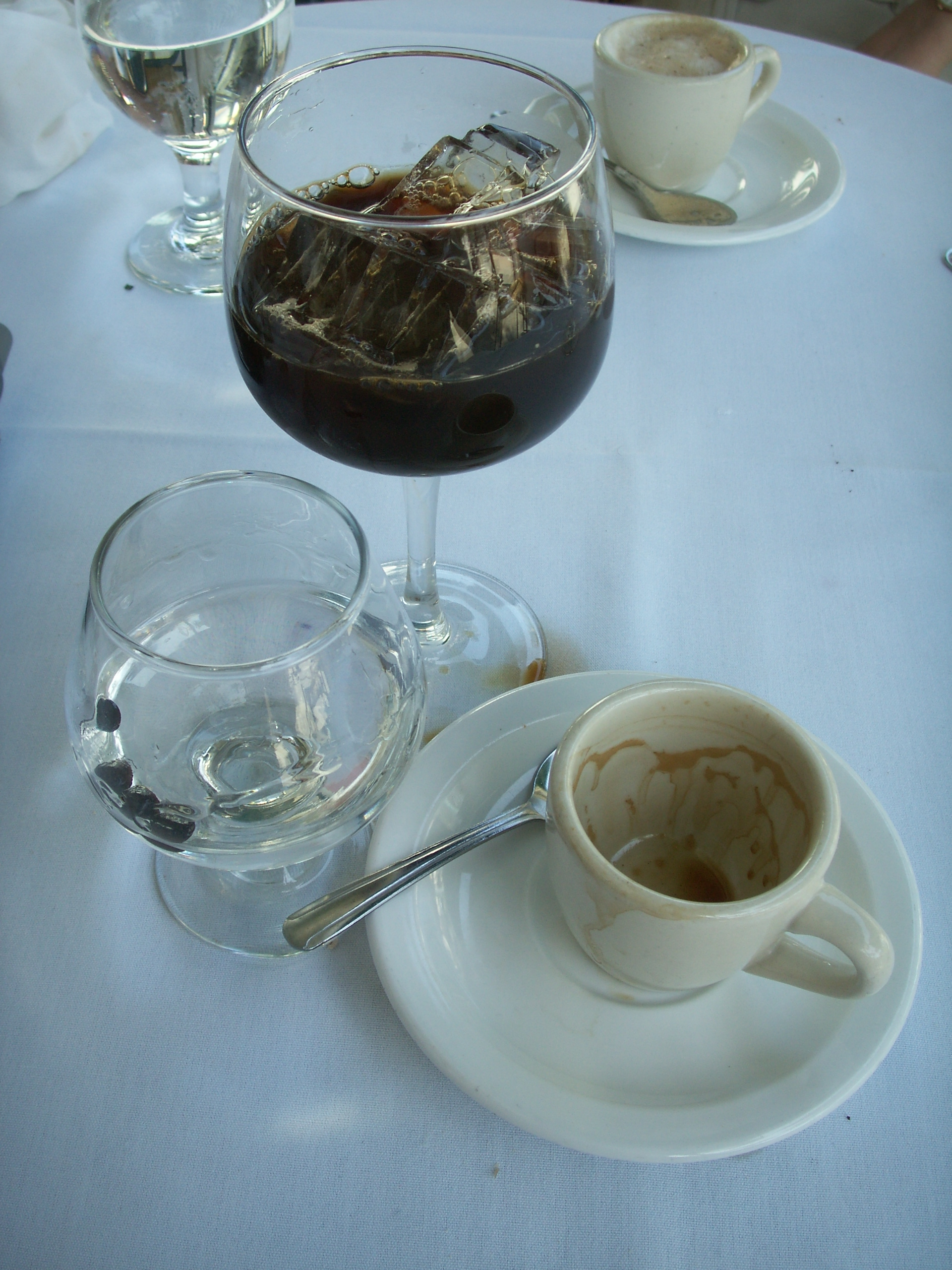
Sambuca servita come ammazzacaffè

È detto ammazzacaffè il bicchierino di liquore bevuto dopo il caffè a fine pasto, per "ammazzarne" il sapore precedentemente gustato.

## Storia
L'ammazzacaffè è l'assimilazione popolare di un uso nato presso le classi aristocratiche: si usava infatti servire dopo la cena, agli uomini che alzatisi si trasferivano in un'altra stanza per fumare, bere un cognac o un brandy. Oggi viene servito ancora a tavola, anche al pranzo, e generalmente l'offerta comprende, su richiesta, un amaro e un liquore di tradizione locale.

## Tradizioni
In Veneto e in Trentino l'ammazzacaffè è detto resentìn, dal verbo dialettale resentae = sciacquare. Ciò deriva dall'abitudine di bere l'ammazzacaffè direttamente nella tazzina da caffè, appunto risciacquandola.
In Piemonte la stessa tradizione del resentìn è nota con il nome di pusa cafè. In piemontese, l'espressione pusa via significa spingere.

## I più bevuti
- Amaro
- Sambuca
- Acquavite o Grappa
- Limoncello[3][4]
- Mirto
- Whisky
- Cognac
- Anice